# 八鹿酒造
八鹿酒造株式会社（やつしかしゅぞう）は、大分県玖珠郡九重町に本社を置く酒類製造会社である。

## 概要
1864年（元治元年）、初代麻生東江により舟来屋（ふなこや）として創業。現在も当時の仕込蔵が残っている。この蔵には現存する中で九州最古の鏝絵と屋号が描かれている。しかし、1870年（明治3年）に着工した右田井路（農地用水灌漑工事）に私費を投じたため財産が底をつき、酒造権を一時手放すことになる。
1885年（明治18年）、三代目の麻生観八が酒造免許を取得して舟来屋を再興すると、地元の竜門の滝にちなんで名づけた日本酒「龍門」を発売。後に、観八と杜氏の仲摩鹿太郎の名前からそれぞれ1字ずつを取って「八鹿」と改めた。その後、1949年（昭和24年）には有限会社麻生酒造場、1967年（昭和42年）には八鹿酒造株式会社に組織を変更。この間に「八鹿」は大分を代表する清酒に成長し、今日に至るまで愛されている。
また、長年日本酒を主力製品としてきたが、1980年（昭和55年）には、大分県名産のかぼすを使ったリキュール「かぼすリキュール」を発売。1998年（平成10年）には麦焼酎「銀座のすずめ」を発売し、麦焼酎の製造・販売を本格的に開始している〈麦焼酎自体、は1983年（昭和58年）から発売〉。
永年にわたり、地元テレビ局の夕方および夜の天気予報を提供しており、酒類とは無縁な学生や子どもにも認知度が極めて高い。この天気予報のジングルは南こうせつとかぐや姫が歌っている。

## 所在地
- 大分県玖珠郡九重町大字右田3364番地
  - JR九州久大本線恵良駅より徒歩約3分。試飲などができる「舟来蔵」が設けられており、蔵の見学も可能（要予約）。

## 主要な銘柄
- 日本酒
  - 八鹿
  - 笑門 八鹿
- 焼酎
  - 銀座のすずめ
  - なしか!
- リキュール
  - かぼすリキュール